# Elejalde
Elejalde és un nou barri de Vitòria en el Pla General d'Ordenació Urbana de 2000 que es troba dins el sector de Zabalgana. La construcció era prevista pel 2006, però la crisi econòmica i financera del 2008 va provocar que les obres no comencessin fins al 2010. Limita al nord amb Ehari-Gobeu, al sud amb Aldaia, a l'est amb Borinbizkarra i a l'oest amb el polígon industrial de Jundizko.